# Kap Geddes
Kap Geddes ist ein Kap an der Nordküste von Laurie Island im Archipel der Südlichen Orkneyinseln. Es liegt am nördlichen Ende der Ferguslie-Halbinsel zwischen der Browns Bay im Westen und der Macdougal Bay im Osten. Nordnordwestlich vorgelagert sind in rund 800 Meter Entfernung die Rudmose Rocks, eine Gruppe kleiner Felseninseln.
Teilnehmer der Scottish National Antarctic Expedition (1902–1904) kartierten das Kap im Jahr 1903. Expeditionsleiter William Speirs Bruce benannte es nach dem schottischen Biologen und Soziologen Patrick Geddes (1854–1932).
Vom 21. Januar 1946 bis zum 17. März 1947 war Kap Geddes Standort der gleichnamigen wissenschaftlichen Sommerstation (auch Base C), als sie durch die Signy-Station (Base H) abgelöst wurde.